# Ingrid Hasselström Nyvall
Ingrid Barbro Hasselström Nyvall, född Hasselström 1 augusti 1925 i Uppsala, död 10 december 2009 i Nybro-Sankt Sigfrids församling i Kalmar län, var en svensk civilekonom och politiker (folkpartist).
Ingrid Hasselström Nyvall, som kom från en läkarfamilj, blev civilekonom vid Handelshögskolan i Stockholm 1952 och arbetade därefter bland annat vid AB Astra 1957–1977. Hon var även kommunpolitiker i Nybro kommun och ledamot i Kalmar läns landsting.
Hon var riksdagsledamot för Kalmar läns valkrets 1985–1991. I riksdagen var hon bland annat suppleant i trafikutskottet 1985–1991 och bostadsutskottet 1985–1988 samt 1989–1991. Hon var främst engagerad i regionalpolitik och kommunikationsfrågor.